# دیو هالیدی
دیو هالیدی (انگلیسی: Dave Halliday؛ ۱۱ دسامبر ۱۹۰۱ – ۵ ژانویهٔ ۱۹۷۰) فوتبالیست اهل بریتانیا بود.
از باشگاه‌هایی که در آن بازی کرده‌است می‌توان به باشگاه فوتبال منچستر سیتی، باشگاه فوتبال داندی، باشگاه فوتبال آرسنال، باشگاه فوتبال ساندرلند، باشگاه فوتبال یئوویل تاون، باشگاه فوتبال سنت میرن، و باشگاه فوتبال لیتون اورینت اشاره کرد.
وی همچنین در تیم ملی فوتبال Scottish League XI بازی کرده‌است.